# نانسي كيومو
نانسي كيومو (بالإيطالية: Nancy Cuomo)‏ هي مغنية وملحنة إيطالية، ولدت في 9 مايو 1949 في بيديمونتي ماتيزي في إيطاليا.

## وصلات خارجية
- نانسي كيومو على موقع أول ميوزيك (الإنجليزية)
- الموقع الرسمي